# Cupa României 2016-2017
La Cupa României 2016-2017 è stata la 79ª edizione della coppa nazionale, principale torneo a eliminazione diretta del calcio rumeno, che si è disputata tra il 10 agosto 2016 ed il 27 maggio 2017. La squadra vincitrice è ammessa al terzo turno della UEFA Europa League 2017-2018. La competizione è stata vinta dal Voluntari, alla sua prima affermazione.

## Formula
Il torneo si svolge con turni ad eliminazione diretta a partita unica tranne le semifinali, svolte con partite di andata e ritorno. Nella fase preliminare si incontrano i club delle serie inferiori mentre le squadre della Liga I giocano a partire dai sedicesimi di finale.

## Ottavi di finale
| Squadra 1         | Risultato       | Squadra 2                 |
| ----------------- | --------------- | ------------------------- |
| 13 dicembre 2016  |                 |                           |
| Afumați           | 0 - 3           | SSU Politehnica Timișoara |
| Brăila            | 0 - 2           | U Craiova                 |
| CFR Cluj          | 2 - 0           | Politehnica Iași          |
| 14 dicembre 2016  |                 |                           |
| Voluntari         | 3 - 0           | Târgu Mureș               |
| Mioveni           | 1 - 1 (5-4 dcr) | Steaua Bucarest           |
| 15 dicembre 2016  |                 |                           |
| Luceafărul Oradea | 1 - 3           | Astra Giurgiu             |
| Viitorul Costanza | 3 - 0           | Pandurii                  |
| Gaz Metan Mediaș  | 1 - 3           | Dinamo Bucarest           |

## Quarti di finale
| Squadra 1                 | Risultato       | Squadra 2       |
| ------------------------- | --------------- | --------------- |
| 28 marzo 2017             |                 |                 |
| SSU Politehnica Timișoara | 0 - 0 (6-5 dcr) | CFR Cluj        |
| 29 marzo 2017             |                 |                 |
| Mioveni                   | 1 - 2           | Voluntari       |
| U Craiova                 | 0 - 0 (6-5 dcr) | Dinamo Bucarest |
| 30 marzo 2017             |                 |                 |
| Viitorul Costanza         | 1 - 3           | Astra Giurgiu   |

## Semifinali
| Squadra 1                       | Totale | Squadra 2                 | Andata | Ritorno |
| ------------------------------- | ------ | ------------------------- | ------ | ------- |
| 26 aprile 2017 / 17 maggio 2017 |        |                           |        |         |
| Astra Giurgiu                   | 7 - 1  | SSU Politehnica Timișoara | 4 - 1  | 3 - 0   |
| U Craiova                       | 0 - 1  | Voluntari                 | 0 - 1  | 0 - 0   |

## Finale
| Arbitro: | I. Kovacs |

|               |                      |            |
| Marinescu 84’ | Marcatori            | 35’ Ioniță |
|               | Tiri di rigore 3 – 5 |            |